# Thunbergia racemosa
Thunbergia racemosa är en akantusväxtart som beskrevs av Vollesen. Thunbergia racemosa ingår i släktet thunbergior, och familjen akantusväxter. Inga underarter finns listade i Catalogue of Life.